# Якушев, Юрий Алексеевич
Я́кушев Ю́рий Алексе́евич (27 декабря 1943, Москва — 10 июня 2011, там же) — российский музыкант, композитор и аранжировщик. Один из ведущих мастеров аранжировки в России. Заслуженный деятель искусств Российской Федерации (1997).

## Биография
Отец: Якушев Алексей Иванович 1918—1987 г. Музыкант, артист Дважды Краснознамённого Академического ансамбля песни и пляски Советской Армии имени А. В. Александрова (басовая домра). Солист Большого театра (гитара), педагог по классу гитары.
Мать: Якушева Александра Дмитриевна 1922—1989 г. Преподаватель курсов моделирования одежды.
Образование: Средняя школа № 187, Центральная средняя специальная школа при Московской консерватории им. П. И. Чайковского , Музыкальное училище при МГК им. П. И. Чайковского (контрабас).
Армия: 1962—1965 г. служба в оркестре штаба группы Советских войск в Германии г. Винсдорф (начал делать первые свои аранжировки), участник парада «20 лет Победы в Великой Отечественной войне 1941—1945 г.»
Творческая деятельность: песни — «Мой дом» (сл. А. Ольгина),  «Позднее счастье» (сл. А. Дмоховский), «Нет худа без добра» (сл. А. Дмоховский), «Нам память дорога» (сл. И. Кохановского), «Между прочим» (сл. Б. Дубровина).
Сотрудничал с поэтами И. Резник. Л. Дербенёв, Н. Добронравов и другими.
Похоронен на Востряковском кладбище.
Музыка к фильмам:
- «Да здравствует Мексика». 1979 г., Реж. Г. Александров.
- «Всадник на золотом коне». 1980 г., реж. Н. Журавлёв
- «Комедия давно минувших дней». 1980 г., реж. Ю. Кушнерев
- «Анна». 2005 г., реж. Е. Гинзбург
- «Дрессировщики», 1979 г., реж. А . Беленький

Сотрудничество с реж. Е. Матвеев и Г. Данелия.
Автор музыки к балету «Эдит Пиаф».
Как аранжировщик сотрудничал с певцами: М. Магомаев (сделана основная часть репертуара певца), В. Атлантов, А. Герман, Е. Мартынов, Т. Гвердцители, Т. Милашкина, Л. Лещенко, Л. Долина, Л. Казарновская, Е. Александров, Н. Караченцов, А. Градский и многими другими известными артистами советской и современной эстрады.
Также сотрудничал с композиторами (в качестве аранжировщика): О. Фельцман, Е. Птичкин, Т. Хренников, А. Эшпай, А. Зацепин, Б. Фрумкин (композитор и музыкант, одноклассник), А. Бабаджанян, Полад бюль-бюль Оглы, Я. Френкель, Э. Артемьев, Г. Гладков, Е. Александров и мн. др.
Также создал много аранжировок и написал авторской музыки для Цирка на Цветном бульваре и Цирка на проспекте Вернадского.
Авторские аранжировки Якушева Ю. А. звучат в Государственном оркестре кинематографии, Российском академическом симф. Оркестре им. П. И. Чайковского, Государственном акад. Симф. Оркестре им. Е. Светланова Архивная копия от 29 марта 2012 на Wayback Machine , Российском национальном оркестре п/у М. Плетнёва, Национальном филармоническом оркестре России п/у В. Спивакова, Государственном симф. Оркестре «Новая Россия» п/у Ю. Башмета Архивная копия от 24 апреля 2012 на Wayback Machine, Президентском оркестре РФ, Дважды Краснознамённом академическом ансамбле песни и пляски им. А. В. Александрова и многих других замечательных коллективах.

## Награды и премии
- Орден Почёта (10 января 2008 года) — за заслуги в развитии культуры и искусства и многолетнюю плодотворную деятельность[3].
- Орден Дружбы (15 января 2004 года) — за многолетнюю плодотворную деятельность в области культуры и искусства[4].
- Медаль «Ветеран труда» (1990).
- Медаль «В память 850-летия Москвы» (1997).
- Юбилейная медаль «Двадцать лет Победы в Великой Отечественной войне 1941—1945 гг.» (1965).
- Заслуженный деятель искусств Российской Федерации (22 января 1997 года) — за заслуги в области искусства[5].
- Медаль им. Г. Свиридова (2007).
- Медаль им. А. В. Александрова (2007).
- удостоен звания дипломанта Всесоюзного конкурса (1997).

## Мнение
Заслуженный артист РФ Ефим Александров так говорил о Юрии Якушеве: «Юрий Якушев оставался в тени многих выдающихся композиторских имён, чья музыка, именно благодаря неафишированному соавторству Юрия Якушева, становилась истинно любимой для миллионов слушателей нашей страны. Работая как аранжировщик, Юрий Якушев совмещал работу композитора и музыканта, разбираясь в каждом из используемых инструментов так, словно сам с малолетства всю жизнь играл на нём. Он понимал и чувствовал стилистику каждого музыкального произведения так, как будто это была главная мелодия его судьбы. Он был настоящим Профессионалом, Профессионалом с большой буквы, но в его аранжировках отражался не просто профессионализм, в них отражался гений, его мироощущение, его светлая страдающая душа».